# 沃克角
沃克角（英語：Walker Point），是南極洲的海岬，位於南設得蘭群島的象島東端，處於瓦倫丁角西南面6公里，在1822年繪製的地圖命名，現時由南極條約體系管理。
61°8′S 54°42′W / 61.133°S 54.700°W